# Ry des Vaux
Le Ry des Vaux est un petit ruisseau de Belgique, affluent de la Lesse. Il arrose le village de Furfooz.
En amont, il se fait appeler « le ry de Sébia ».